# Efim Liskun
Efim Liskun (în rusă Ефим Лискун; n. 27 octombrie/8 noiembrie 1873, Otaci, raionul Ocnița, Republica Moldova – d. 19 aprilie 1958, Moscova, RSFS Rusă, URSS) a fost un zootehnician rus și sovietic, profesor și om de știință în domeniul creșterii animalelor, fondatorul științei zootehnice sovietice. A fost de asemenea, Laureat al Premiului Stalin de gradul II (1943) și „Muncitor onorat al științei și tehnologiei” al RSFSR (1944).
Academicianul Liskun a fost angajat în studiul și îmbunătățirea raselor domestice de animale de fermă. Pe baza experimentelor cu rasele de vite de stepă Roșie, Kârgâză și de Astrahan, a dovedit că calitatea rasei depinde de condițiile de cazare și hrănire, a dat o descriere detaliată a raselor locale de vite din URSS. A prezentat principiul muncii de reproducere „cuib”, a dezvoltat un sistem de cercetare craniologică, a rezumat rezultatele muncii practice privind reproducerea animalelor de fermă și a prezentat modalități de îmbunătățire calitativă a acestora. 

## Biografie
S-a născut în târgul Otaci (acum oraș din raionul Ocnița, Republica Moldova) din ținutul Soroca, gubernia Basarabia, Imperiul Rus. A absolvit Institutul Agricol din Moscova în 1900.
A lucrat ca șef al departamentului zemstvei guberniale din Chișinău (1900-1901). Apoi a fost director al Școlii agricole din Tomsk (1901), agronom în ținutul Hotin (1901-1902), lector la Școala Agricolă Mariinski din gubernia Saratov (1901-1904), profesor la aceeași școală (1904-1905), în același timp specialist superior în zootehnie la Departamentul de Agricultură din Kazan (1904-1905).
A fost un membru al Comitetului științific al Ministerului Agriculturii (1905-1923), în același timp director al cursurilor agricole superioare pentru femei, și șef al laboratorului zootehnic din Petrograd (1906-1923).
A fost profesor al Institutului Politehnic (1914-1923), în același timp, profesor al Institutului Silvic, profesor și prorector al Institutului Veterinar-Zootenic din Petrograd (1918-1923), vice-director și conducător al Departamentului pentru Agricultură din Petrograd (1915-1918).
A fost, de asemenea, profesor al Institutului Zootehnic Superior din Moscova (1921-1926), profesor al Institutului Agricol din Vologda (1923-1927), profesor, decan, prorector al Academiei Agricole „Timireazev” din Moscova (1923-1941), director al Institutului de Cercetare a Animalelor din Rusia (1929-1936 și 1942-1944), șef al grupului agricol al expediției din Kazahstanul Central (1939), profesor al Academiei Militare Veterinare (1939-1941), șef al Departamentului de hrănire și creștere a animalelor de fermă, profesor al Institutului agricol din Omsk (1941-1943). Ultima instituție la care a activat, a fost în calitate de Șef al Departamentului pentru Bovine al Academiei Agricole din Moscova (1943-1958).
În timpul celui de-al doilea război mondial, Liskun a donat Premiul Stalin primit anterior Fondului de Apărare. A murit pe 19 aprilie 1958. A fost înmormântat la Moscova la cimitirul Novodevici.